# Мійосі (Хіросіма)

34°48′21″ пн. ш. 132°51′6″ сх. д. / 34.80583° пн. ш. 132.85167° сх. д.
Мійо́сі (яп. 三次市, みよしし, МФА: [mʲijoɕi̥ ɕi]) — місто в Японії, в префектурі Хіросіма.

## Короткі відомості

Мійосівські ляльки.

Мійосі розташоване в північно-центральній частині префектури Хіросіма, в районі западини Мійосі. На півночі воно межує з префектурою Сімане. Місто було утворено 31 березня 1954 року шляхом об'єднання містечок Мійосі та Токаїті з селами Коті, Авая, Сакекава, Камісуґі, Вада й Тако. 1956 року Мійосі поглинуло село Каваті, а 1958 року — село Каванісі. 2004 року до міста приєдналися містечка Кону, Кіса, Мірасака, Міва, а також села Кіміта, Фуно і Сакуґі.
Через Мійосі проходять лінії Ґейбі, Санко та Фукуе залізниці JR, державні автошляхи № 54, № 183, № 184, № 375, та автострада Тюґоку. В південній частині міста розташована транспортна розв'язка Мійосі.
Центром Мійосі є територія колишнього однойменного містечка. Воно було засноване 1580 року самурайським родом Мійосі й початково називалося Іцукаїті. У 17 столітті містечко перейменували на Мійосі. До 1720 року воно було столицею автономного уділу Мійосі-хан, дочірньої структури Хіросіма-хану. Район колишнього Токаїті був річковим портом. Тут зливалися річки Ґо, Басен, Сайдзьо й Ено.
Основою економіки Мійосі є сільське господарство — рисівництво, городництво, виноградарство, скотарство. Розвинені машинобудівна промисловість та виробництво електротоварів. Через поступове скорочення населення багато мешканців зайняті на декількох підприємствах одночасно.
До історичних старожитностей Мійосі відносять буддистський монастир Дзьоракудзі, кургани Нанацука та Ятані, стоянку Ханадзоно. Важливими пам'ятками культури Японії є старовинні садиби селянських заможних родів Мано, Оку та Хатаями. В місті працює Музей глиняних іграшок, традиція виготовлення яких сягає 17 століття. Популярним серед туристів видом розваг є бакланова рибалка. Центром міського відпочинку є Мійоський парк.
Станом на 1 жовтня 2007 площа міста становила 778,19 км². Станом на 1 червня 2011 населення міста становило 56 133 осіб.